# Andrei Paraschtschenko
Andrei Walerjewitsch Paraschtschenko (russisch Андрей Валерьевич Паращенко, * 3. Mai 1969) ist ein belarussischer Handballfunktionär und ehemaliger Handballspieler.

## Karriere
Andrei Paraschtschenko stammt aus der Talentschmiede von SKA Minsk. Mit dem Armeeklub gewann der mittlere Rückraumspieler neben den sowjetischen Meisterschaften 1988 und 1989 auch 1988 den Europapokal der Pokalsieger sowie 1989 und 1990 den Europapokal der Landesmeister. Nach dem Zusammenbruch der Sowjetunion gehörte er zu der Vielzahl an sowjetischen Topspielern, die in die spanische Liga ASOBAL wechselten. Fortan lief er gemeinsam mit seinem Mitspieler aus Minsk, Juryj Karpuk, auf der Kanarischen Insel Gran Canaria für CBM Gáldar auf. Obwohl er mit Gáldar nie einen Titel gewinnen konnte, blieb er dem Verein bis zu seinem Karriereende treu. Dabei schlug der zweimalige Torschützenkönig der Liga ASOBAL sogar ein Angebot des zu dieser Zeit übermächtigen FC Barcelona aus. International erreichte er im Euro-City-Cup 1994/95 das Endspiel, das er gegen den TV Niederwürzbach verlor. In der folgenden Saison schied er im selben Wettbewerb im Viertelfinale gegen IFK Skövde HK aus. In der Saison 2001/02 spielte er noch einmal im EHF-Pokal, in dem er im Halbfinale am FC Barcelona scheiterte. Nachdem er mit Gáldar bis in die vierte Liga abgestiegen war, beendete er seine Karriere. Paraschtschenko warf in der Liga ASOBAL insgesamt 1241 Tore.
Paraschtschenko war Mitglied der sowjetischen Nationalmannschaft. Nach einer Knieoperation verpasste er die Olympischen Spiele 1992, bei denen das Vereinte Team Gold gewann, auch, weil er dem Team keine Medaillenchancen einräumte.
Mit der belarussischen Nationalmannschaft belegte er den achten Platz bei der Europameisterschaft 1994 sowie den neunten bei der Weltmeisterschaft 1995, wo er mit 45 Toren auch den zehnten Rang der Torschützenliste einnahm. Insgesamt bestritt er für Belarus 40 Länderspiele, in denen er 194 Tore erzielte. Im Jahr 1994 hatten Paraschtschenko und sein Landsmann und Spanien-Legionär Michail Jakimowitsch das Angebot, die Spanische Staatsbürgerschaft anzunehmen. Beide lehnten ab.
Andrei Paraschtschenko arbeitete ab 2008 Jahre als Sportdirektor für den aufstrebenden belarussischen Handballverein HC Dinamo Minsk. Nach dessen Niedergang kehrte er dem Handball den Rücken zu.